# Чертолино (сельское поселение)
Се́льское поселе́ние Чертолино — муниципальное образование в Ржевском районе Тверской области Российской Федерации.
Административный центр — посёлок Чертолино.

## Географические данные
- Общая площадь: 362,9 км²
- Нахождение: западная часть Ржевского района
  - Граничит:
    - на севере — с СП Итомля
    - на северо-востоке — с СП Победа
    - на востоке — с СП Хорошево и СП Есинка
    - на юге — с СП Медведево
    - на западе — с Оленинским районом, Гришинское СП, Глазковское СП и Молодотудское СП

Поселение пересекает автомагистраль М9 «Балтия» и железная дорога «Москва — Великие Луки — Рига».

## История
С образованием в 1796 году Тверской губернии территория поселения вошла в Ржевский уезд.
После ликвидации губерний в 1929 году территория поселения входила в Западную область.
В 1935—1936 годах в составе вновь образованной Калининской области существовал Чертолинский район. П
осле 1936 года северная часть поселения входила в Молодотудский район, южная — в Ржевский район.
С 1958 года, после упразднения Молодотудского района, территория поселения входит в Ржевский район.
Образовано в 2005 году, включило в себя территории Ильченковского, Азаровского, Чертолинского и Звягинского сельских округов.

## Население
| 2005  | 2008  | 2010  | 2011  | 2012  | 2013  | 2014  |
| ----- | ----- | ----- | ----- | ----- | ----- | ----- |
| 1871  | ↗1999 | ↘1627 | ↘1619 | ↘1606 | ↘1593 | ↘1563 |
| 2015  | 2016  | 2017  | 2018  | 2019  | 2020  | 2021  |
| ↗1579 | ↗1583 | ↘1563 | ↘1498 | ↘1463 | ↘1421 | ↗1430 |

## Состав сельского поселения
| №  | Населённый пункт | Тип населённого пункта          | Население |
| -- | ---------------- | ------------------------------- | --------- |
| 1  | Азарово          | деревня                         | ↘163      |
| 2  | Барыгино         | деревня                         | ↘8        |
| 3  | Бахарево         | деревня                         | ↘13       |
| 4  | Блазново         | деревня                         | →5        |
| 5  | Бровцино         | деревня                         | ↘6        |
| 6  | Букарево         | деревня                         | ↗7        |
| 7  | Воробьёво        | деревня                         | →0        |
| 8  | Воронцово        | деревня                         | →0        |
| 9  | Горенка          | деревня                         | →0        |
| 10 | Гузино           | деревня                         | ↘12       |
| 11 | Дмитрово         | деревня                         | ↗19       |
| 12 | Дружба           | деревня                         | ↗9        |
| 13 | Дуброво          | деревня                         | →0        |
| 14 | Екимово          | деревня                         | →0        |
| 15 | Зайцево          | деревня                         | ↗229      |
| 16 | Звягино          | деревня                         | ↗330      |
| 17 | Змины            | деревня                         | ↘14       |
| 18 | Зубово           | деревня                         | →0        |
| 19 | Ильченко         | посёлок                         | ↗137      |
| 20 | Карпово          | деревня                         | →0        |
| 21 | Клины            | деревня                         | ↘1        |
| 22 | Котлово          | деревня                         | ↘0        |
| 23 | Кувшиново        | деревня                         | →0        |
| 24 | Лаптево          | деревня                         | →6        |
| 25 | Люнино           | деревня                         | ↗10       |
| 26 | Мироново         | деревня                         | ↘30       |
| 27 | Мончалово        | деревня                         | ↘1        |
| 28 | Новые Кузнецы    | деревня                         | ↘1        |
| 29 | Овсянники        | деревня                         | ↘7        |
| 30 | Плоты            | деревня                         | →0        |
| 31 | Погорелки        | деревня                         | ↘54       |
| 32 | Половинино       | деревня                         | ↘8        |
| 33 | Починки          | деревня                         | ↗12       |
| 34 | Свербиха         | деревня                         | ↘0        |
| 35 | Светителево      | деревня                         | ↘40       |
| 36 | Светлая          | деревня                         | ↘153      |
| 37 | Свистуны         | деревня                         | ↗14       |
| 38 | Седнево          | деревня                         | ↘0        |
| 39 | Семеново         | деревня                         | ↘0        |
| 40 | Слобырево        | деревня                         | ↘42       |
| 41 | Станы            | деревня                         | ↘7        |
| 42 | Старые Кузнецы   | деревня                         | ↗49       |
| 43 | Струйское        | деревня                         | ↘1        |
| 44 | Сухуша           | деревня                         | →12       |
| 45 | Трушково         | деревня                         | ↘10       |
| 46 | Харино           | деревня                         | ↘1        |
| 47 | Черново          | деревня                         | ↘6        |
| 48 | Чертолино        | деревня                         | ↘28       |
| 49 | Чертолино        | посёлок, административный центр | ↗167      |
| 50 | Шпалево          | деревня                         | ↗6        |
| 51 | Яковлево         | деревня                         | ↘1        |

## Известные уроженцы
- Василевский, Леонид Дмитриевич (1901—1978) — советский военачальник, гвардии генерал-майор. Родился в усадьбе Прудки, находившейся в районе ныне существующей деревни Светителево.
- Виноградов, Александр Ефимович (1897—19??) — советский военачальник, гвардии полковник. Родился в деревне Головково, находившуюся в районе ныне существующей деревни Светителево.

## Воинские захоронения
На территории поселения находятся 6 воинских захоронений солдат Красной армии, погибших во время Ржевской битвы 1942—1943 годов.
Список воинских захоронений на территории сельского поселения Чертолино.
| № захоронения в ВМЦ | Место захоронения | Захоронено всего | Захоронено известных | Захоронено неизвестных |
| ------------------- | ----------------- | ---------------- | -------------------- | ---------------------- |
| 69-485              | Бровцино, дер.    | 2115             | 61                   | 2054                   |
| 69-495              | Зайцево, дер.     | 1895             | 82                   | 1814                   |
| 69-507              | Мончалово, дер.   | 734              | 614                  | 120                    |
| 69-515              | Погорелки, дер.   | 6132             | 6132                 | 0                      |
| 69-522              | Сухуша, дер.      | 2673             | 2673                 | 0                      |
| 69-524              | Чертолино, пос.   | 420              | 119                  | 301                    |